# Marek Drewnowski
Marek Drewnowski (ur. 21 października 1946 w Kołobrzegu) – polski pianista, dyrygent.
Nauki gry na fortepianie uczył się od wczesnego dzieciństwa. Ukończył Państwową Wyższą Szkołę Muzyczną w Krakowie. Obecnie jest profesorem, prowadzi klasę fortepianu, w Akademii Muzycznej w Łodzi.  W 2010 otrzymał od Polskiego Ministra Kultury i Dziedzictwa Narodowego nagrodę „Paszport Chopina” przyznawaną wybitnym artystom, którzy przyczynili się do promocji dziedzictwa Chopina. W 2016 roku został odznaczony srebrnym Medalem za Zasługi Kulturze Gloria Artis. W 2020 r. otrzymał nagrodę Złotą Sowę będącą uhonorowaniem za dokonania twórcze przyznaną przez przedstawicieli światowej Polonii. 